# Сеїдбейлі
Хачен (вірм. Խաչեն), Сеїдбейлі (азерб. Seyidbəyli) — село у Аскеранському районі Нагірно-Карабаської Республіки. Село розташоване на північний захід від Аскерана та на північ від Степанакерта, на трасі Степанакерт — Дрмбон — Мартакерт, поруч з селами Хндзрістан, Цахкашат та Рев.

## Пам'ятки
- В селі розташована церква Святого Ованеса 19 ст., хачкар 12-13 ст. та селище 18 ст.